# GAZ-53

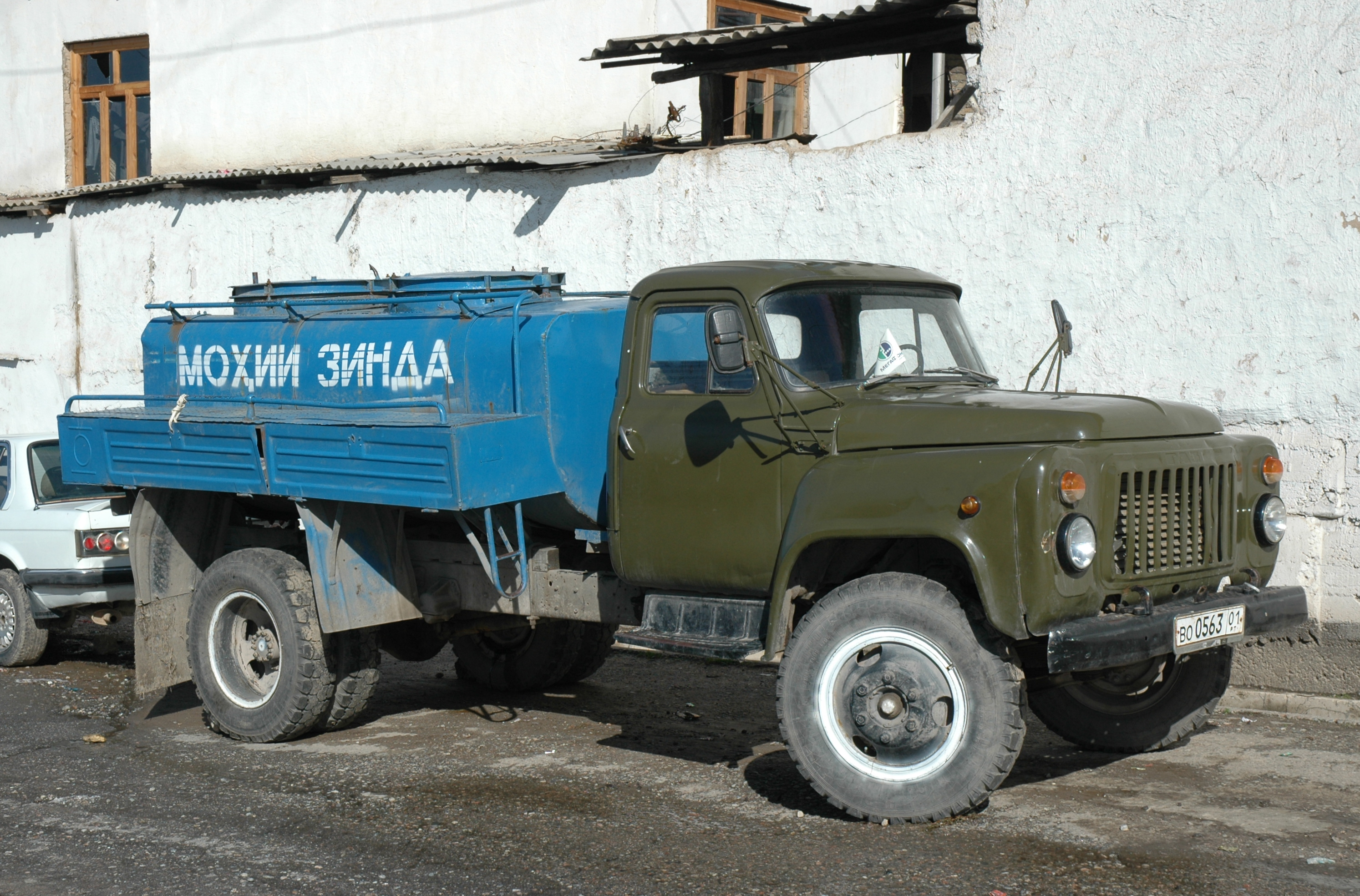
GAZ-53

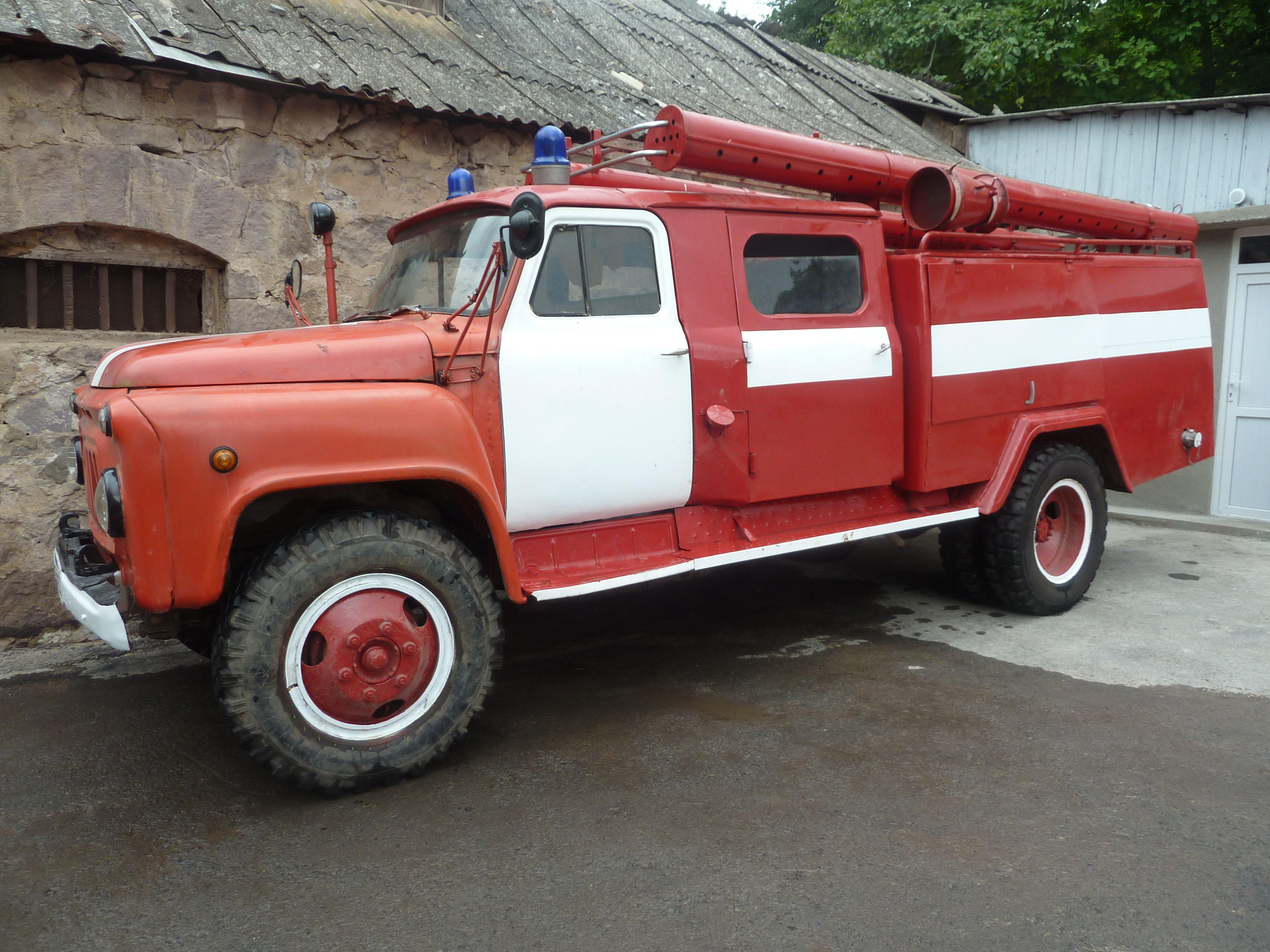
Samochód pożarniczy AC-30(53A)-106A

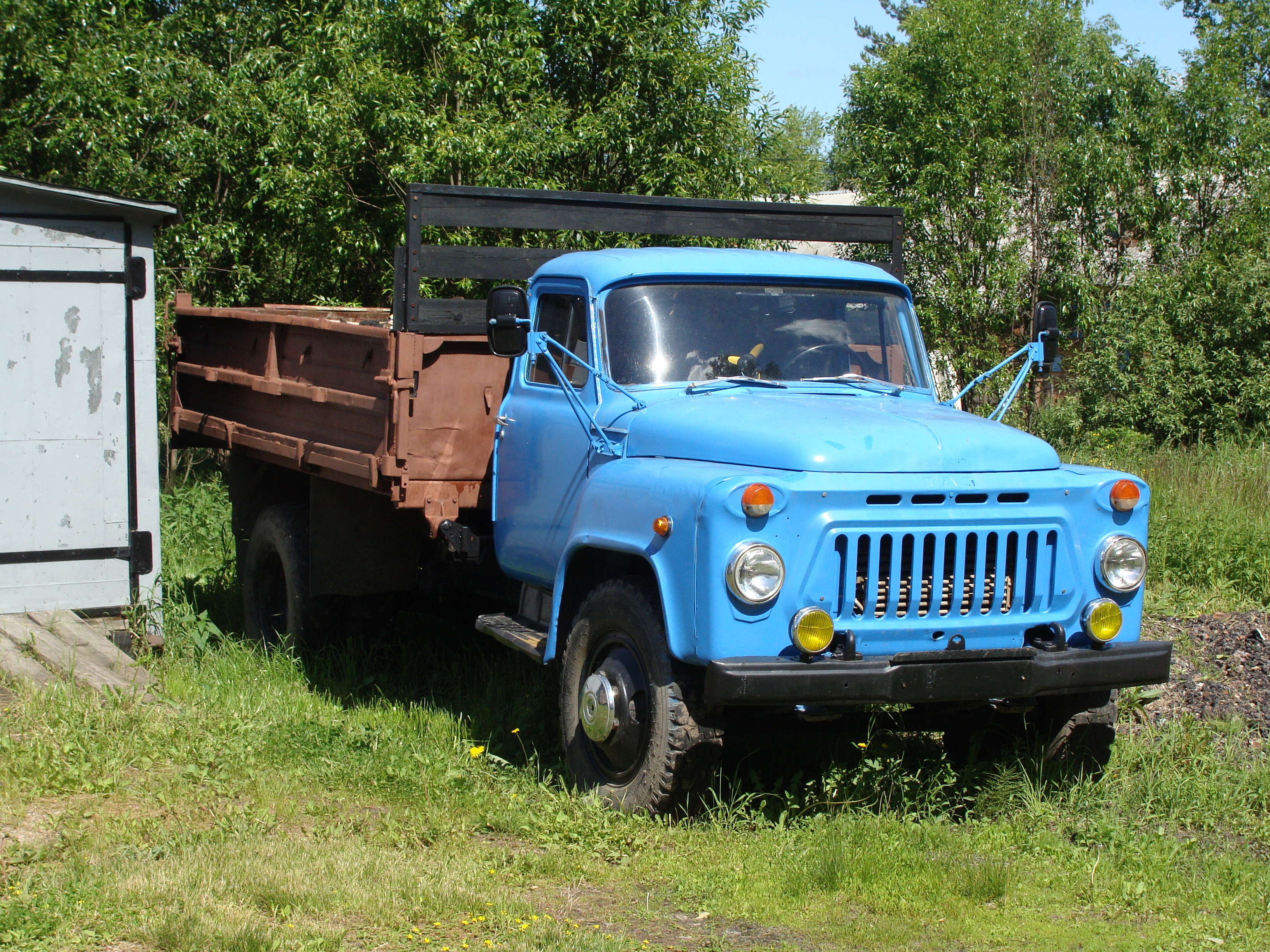
GAZ-52/GAZ-53

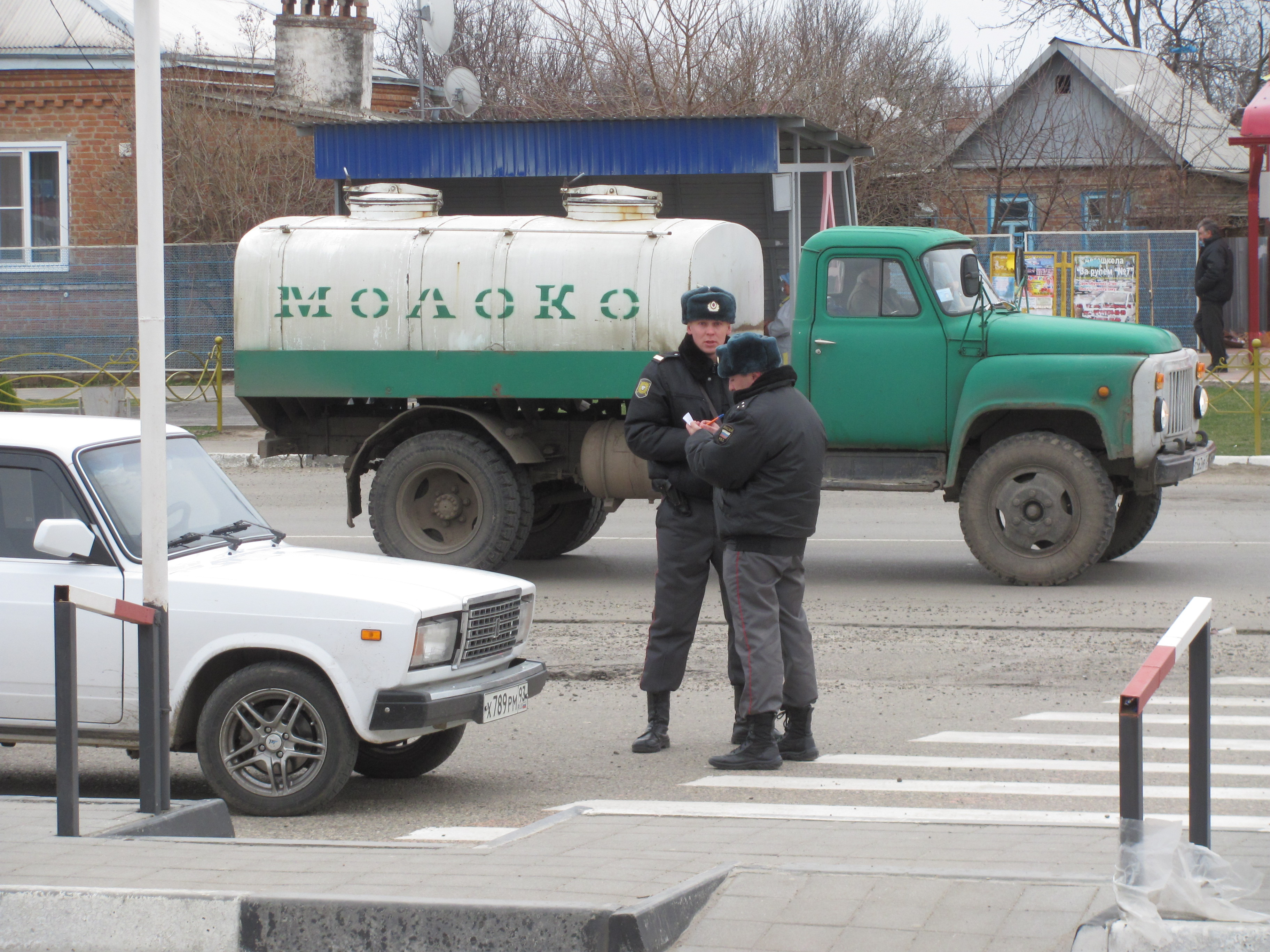
Cysterna GAZ-53 do przewozu mleka. Na pierwszym planie rosyjscy policjanci w czasie kontroli drogowej

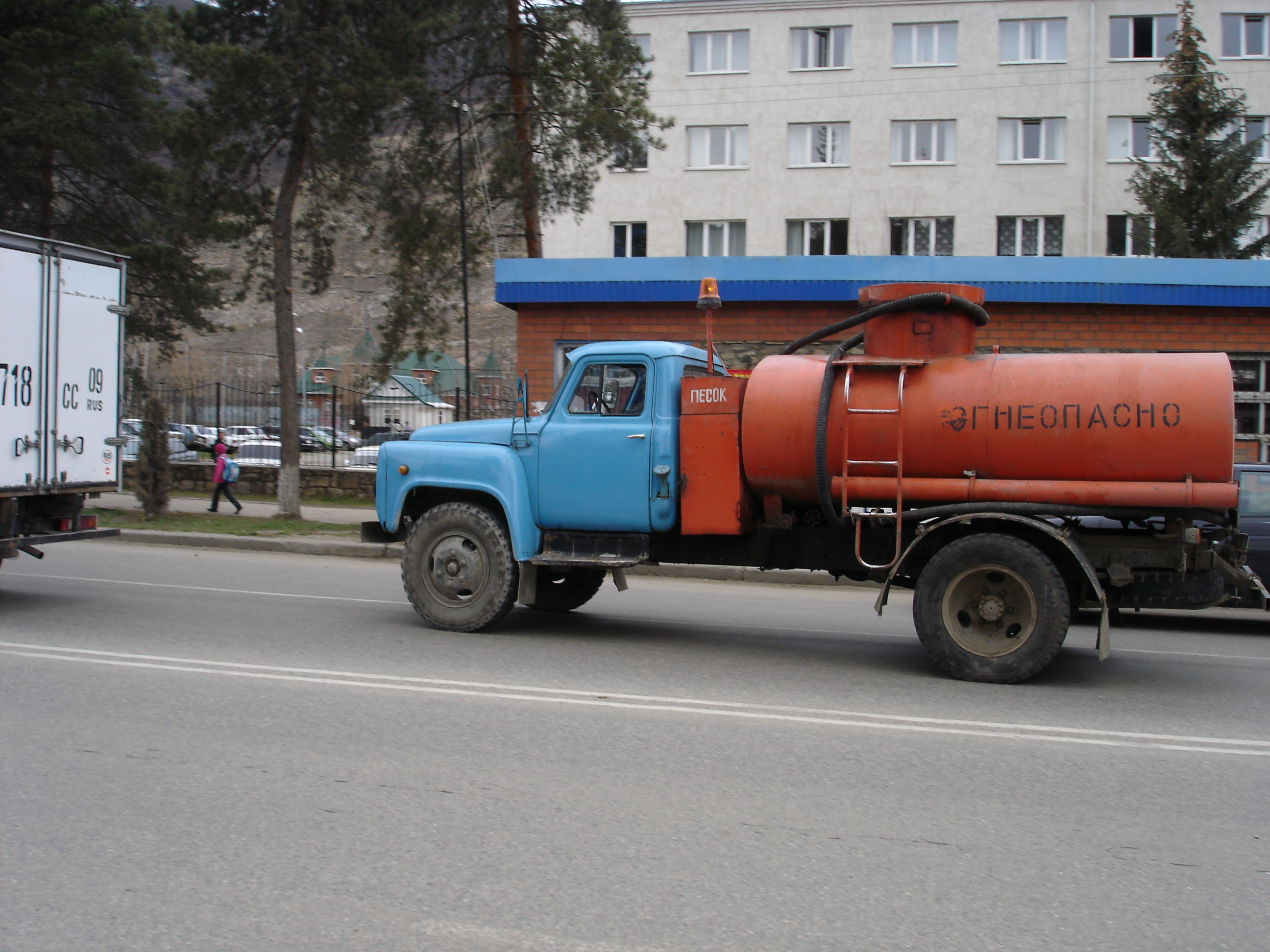
Autocysterna GAZ-53 z pojemnikiem na piasek jako środek gaśniczy, Karaczajo-Czerkiesja

GAZ-53 – samochód ciężarowy produkowany przez firmę GAZ w latach 1961-1993. Pierwsza wersja nosiła oznaczenie GAZ-53F. Do jej napędu użyto silnika pochodzącego z samochodu GAZ-51 o mocy 90 KM. Produkcja tego wariantu trwała do 1966 roku. Zaprezentowano wtedy nowszą wersję modelu, nazwaną po prostu GAZ-53. Do napędu użyto nowego silnika ZMZ V8 o mocy 115 KM. W 1965 przeprowadzono kolejną modernizację, zwiększono ładowność do 4000 kg, nowy model oznaczono jako GAZ-53A. Napęd przenoszony był na oś tylną poprzez 4-biegową mechaniczną skrzynię biegów (biegi III i IV synchronizowane). Od 1984 roku produkowano  ulepszoną wersję GAZ-53-12. 
Samochód powstawał w wielu wersjach, m.in.: wóz strażacki, wariant long-cab (dłuższa kabina pasażerska), w oparciu o GAZa-53 budowano także autobusy.
Do końca lat 80. powstawała także bliźniacza wersja - GAZ-52. Charakteryzowała się ona ładownością 2500 kg oraz silnikiem stosowanym w wersji GAZ-53F o mocy zredukowanej do 75 KM - samochód zużywał na przejechanie 100 km średnio 22 litry paliwa.

## Wersje pożarnicze
Na podwoziu GAZ-53 skonstruowano standardowy radziecki samochód pożarniczy przeznaczony dla małych miejscowości – AC-30. Produkcję pierwszego modelu AC-30(53A)-106 uruchomiono w Wargaszyńskim Zakładzie Sprzętu Przeciwpożarowego we wsi Wargaszy w obwodzie kurgańskim w 1968 roku (AC było skrótem od awtocysterna, 53A oznaczało model podwozia GAZ-53A, a 106 było oznaczeniem modelu). Samochód miał przedłużoną 6-osobową kabinę i zabudowę z tyłu, po raz pierwszy w radzieckich samochodach oddzieloną od kabiny, co zwiększało trwałość nadwozia. W pierwszej wersji samochód miał zbiornik wody 1950 l i środka pianotwórczego 80 l i autopompę PN-30KF umieszczoną z tyłu. Zabudowa mieściła schowki na węże i osprzęt, na dachu samochód przewoził m.in. rozkładaną drabinę i rękawy do transportu węży; koło zapasowe było pod tylną częścią ramy. W 1970 roku zastąpił go ulepszony najliczniejszy model AC-30(53A)-106A, w którym zastosowano pompę PN-40U o teoretycznej wydajności 40 l/s (w praktyce moc silnika wystarczała jedynie na wydajność 30 l/s). Zbiornik wodny zmniejszono do 1900 l, a środka pianotwórczego zwiększono do 100 l. Produkcja sięgała 1000 sztuk rocznie, a do 1985 roku wyprodukowano ich ponad 15 tysięcy. W 1983 wprowadzono do produkcji także AC-30(53A)-106W, z wyższym zbiornikiem  o pojemności 2040 l i 120 l środka pianotwórczego, pompą PN-40UW i dalszymi ulepszeniami. W 1985 roku oba modele zastąpił AC-30(53-12)-106W, na ulepszonym podwoziu GAZ-53-12. Nowy samochód nie spełniał jednak już radzieckich norm i został w 1988 roku zastąpiony przez model AC-30(53-12)-106G, w którym kosztem zmniejszenia kabiny do standardowej dwuosobowej, zwiększono zbiornik wody do 2850 l i środka pianotwórczego do 190 l. 
Oprócz samochodów AC-30, budowano także na podwoziu GAZ-53 uproszczone autocysterny, przede wszystkim ACU-10(53A), produkowaną przez Chmielnicki Zakład Remontowo-Mechaniczny w Chmielniku, na bazie zwykłej cysterny w latach 1969-88. Miała ona standardową kabinę i zbiornik na 4200 l wody oraz autopompę NSzN-600 na przednim zderzaku. Podobne samochody MPU-1 budowano w latach 80. w zakładzie remontowym Rostowskij we wsi Isznia w obwodzie jarosławskim.
Produkowano także drabiny samochodowe AŁ-18(52-01)-Ł2, na podwoziu GAZ-52 (AŁ – awtolestnica).

## Dane techniczne (GAZ-53F)

### Silnik
- R6 3,5 l (3485 cm³), 2 zawory na cylinder, SV
- Układ zasilania: gaźnik
- Średnica cylindra × skok tłoka: 82,00 mm × 100,00 mm
- Stopień sprężania: 6,2:1
- Moc maksymalna: 90 KM przy 3400 obr./min
- Maksymalny moment obrotowy: b/d

### Osiągi
- Prędkość maksymalna: 75 km/h (załadowany)
- Średnie zużycie paliwa: 19,5 l / 100 km

### Inne
- Promień skrętu: 8,9 m
- Koła: 8,25 x 20 cali
- Ładowność: 3500 kg

## Dane techniczne (GAZ-53/53A)

### Silnik
- V8 4,3 l (4254 cm³), 2 zawory na cylinder, OHV, benzynowy
- Układ zasilania: gaźnik
- Średnica cylindra × skok tłoka: 92,00 mm × 80,00 mm
- Stopień sprężania: 6,7:1
- Moc maksymalna: 115 KM przy 3200 obr./min
- Maksymalny moment obrotowy: b/d

### Osiągi
- Prędkość maksymalna: 80 km/h (załadowany)
- Średnie zużycie paliwa: 24,0 l / 100 km

### Inne
- Promień skrętu: 8,9 m
- Koła: 8,25 x 20 cali
- Ładowność: 4000 kg

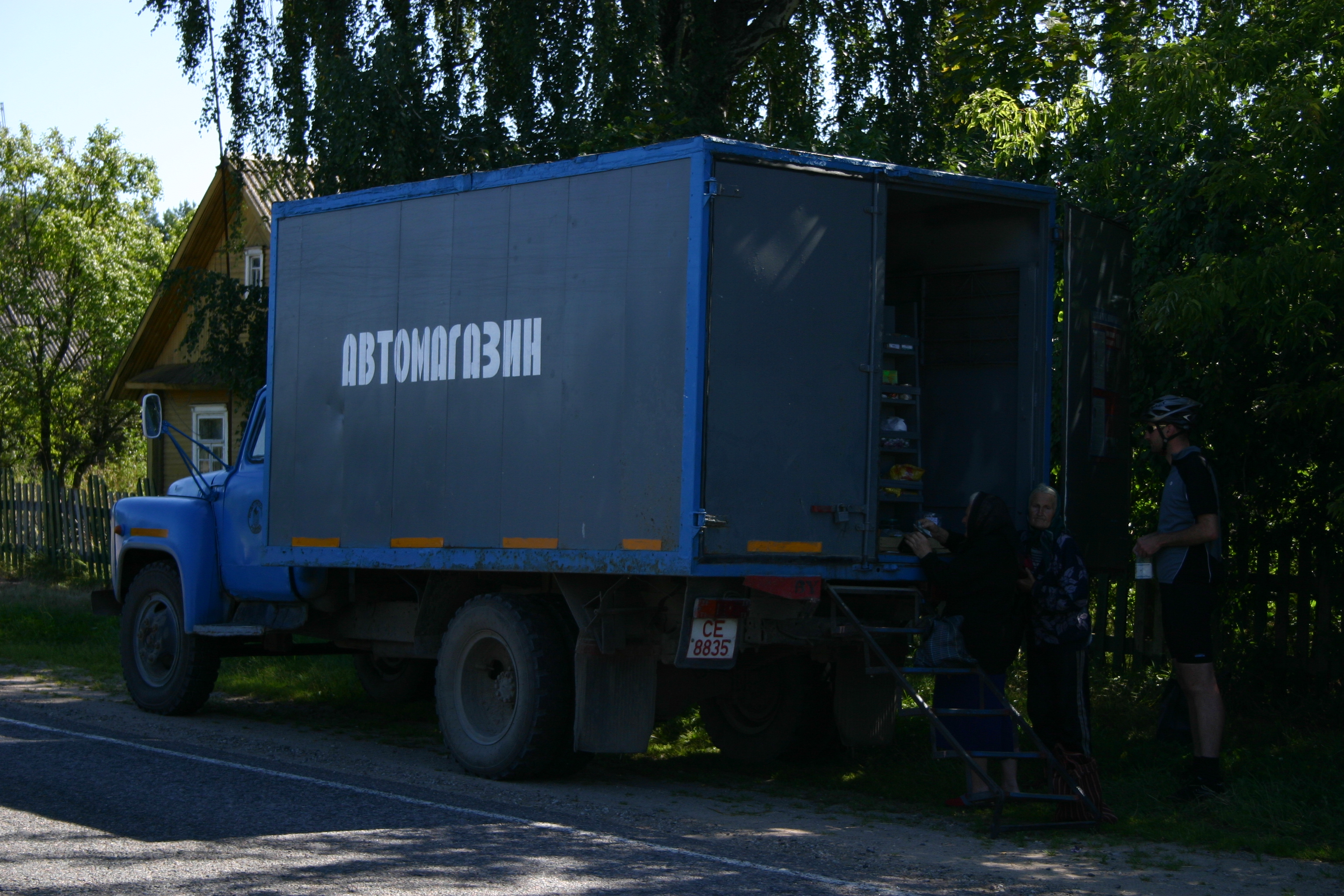
Objazdowy sklep ("Awtomagazin") na podwoziu GAZ-53